# 西野大作
西野 大作（にしの だいさく、1977年5月26日 - ）は、日本の俳優、司会者。大阪府出身。アンカット所属。

## 人物
身長177cm。体重74kg。血液型はA型。
同志社大学商学部在学中に青二プロダクション附属俳優養成所へ入所。卒業後は銀行員として勤務していた。

## 出演

### 映画
- GORGEOUS! 僕のエンジェル（2006年）
- ヒョンジェ（2007年）
- 笑う警官（2008年）
- カムイ外伝（2009年）
- ごくせん THE MOVIE（2009年）
- 二流小説家 シリアリスト（2013年）
- キカイダー REBOOT（2014年）
- アンフェア the end（2015年）- 武部部下・宇佐見 役[3]
- 呪怨 -ザ・ファイナル-（2015年）- 玲央のお父さん 役[3]
- シン・ゴジラ（2016年）- 農水副大臣秘書官 役[4]
- 屍人荘の殺人（2019年）- 班目機関 役[3]

### テレビドラマ

#### NHK
- 大化改新 第2話（2005年）
- 風のハルカ 第102回（2005年）
- 芋たこなんきん（2006年 - 2007年） - 大村 役（レギュラー）
- 坂の上の雲（2009年 - 2011年） - 松村菊勇 役
- セカンドバージン（2010年） - レギュラー
- タイムスクープハンター シーズン3（2011年） - 新九郎 役
- ハードナッツ! 〜数学girlの恋する事件簿〜 第6話（2013年）
- 吉原裏同心（2014年）
  - 誕生！廓の用心棒～帰ってきた吉原裏同心～（2015年12月30日）
- さよなら私（2014年）
- 未解決事件 File.07 警察庁長官狙撃事件（2018年9月8日）
- 西郷どん 第37回（2018年）- 彰義隊隊士 役[3]
- エール 第16週第79回（2020年）- 軍事工場の工員 役[3]

#### 日本テレビ
- ゴーストママ捜査線〜僕とママの不思議な100日〜 第1話（2012年）
- ST 赤と白の捜査ファイル 第4話（2014年）
- デスノート（2015年） - リューク（モーションアクター〈レギュラー〉）、葉鳥新義 役[3]
- 臨床犯罪学者 火村英生の推理 第8話（2016年）- 記者 役[3]
- THE LAST COP/ラストコップ 第8話（2016年） - 警察官 役[3]
- レンタル救世主 第4話（2016年）
- ブラックリベンジ 第6話（2017年） - 司会者 役[3]
- 今からあなたを脅迫します 第5話（2017年） - ディレクター 役[3]
- トドメの接吻 第3話（2018年） - 医者 役[3]
- Missデビル 人事の悪魔・椿眞子 第6話（2018年） - 産婦人科医者 役[3]
- あなたの番です 第2話（2019年） - 司会者 役[3]
- 俺のスカート、どこ行った? 第2話（2019年） - 医者 役[3]
- 偽装不倫 第4話（2019年） - 取引先社員 役[3]
- やめるときも、すこやかなるときも 9話（2020年） - ディレクター 役[3]
- トップナイフ-天才脳外科医の条件-（2020年）- 救命医・城田奨役[3]
- 私たちはどうかしている 6話・8話（2020年）- レポーター 役[3]
- 恋はDeepに 第6話（2021年5月19日）- 秘書 役[3]
- 真犯人フラグ 第17話（2022年2月20日）
- それってパクリじゃないですか? 第3話（2023年4月26日） - 商品開発担当 役

#### TBS
- 新・いのちの現場から（2004年）
- 闇金ウシジマくん season1 第5話（2010年）
- 月曜ゴールデン
  - 「北海道警察 1」（2011年）
- 東京スカーレット〜警視庁NS係 第1話（2014年）
- ごめん、愛してる 第3話（2017年） - 給仕頭 役[3]
- ゆうべはお楽しみでしたね 第4話（2019年） - みやこの父 役[3]
- 俺の家の話 第2話（2021年） - 池内新之介の息子 役[3]
- トリリオンゲーム 第2話（2023年） - 面接官 役
- アンチヒーロー 第5話（2024年5月12日） - 刑事 役[5]

#### フジテレビ
- 絶対零度 〜特殊犯罪潜入捜査〜（2011年）
- 赤い糸の女（2012年）
- TOKYOエアポート〜東京空港管制保安部〜（2012年）
- カラマーゾフの兄弟（2013年）
- ラストホープ（2013年）
- 幸せになる3つの買い物（2013年6月25日）
- 金曜プレステージ
  - 「鬼女」（2013年6月28日）
- ハニー・トラップ（2013年）
- CRISIS 公安機動捜査隊特捜班 第6話（2017年） - 江川 役[3]
- さくらの親子丼2 第2話（2018年） - スーパー店長 役[3]
- それぞれの断崖 第1話（2019年） - 原課長 役[3]
- 教場 前編（2020年1月4日）
- イチケイのカラス 第1話（2021年4月5日） - 検察官 役[3]
- アバランチ 最終話（2021年12月20日） - 記者 役[3]
- 元彼の遺言状 第4話（2022年5月2日） - 記者 役[3]
- 競争の番人 第2話（2022年） - 警察官 役[3]
- Dr.アシュラ 第8話（2025年6月4日） - 女子高生の父親 役[6]

#### テレビ朝日
- 土曜ワイド劇場
  - 「京都殺人案内」
  - 「交渉人 遠野麻衣子・最後の事件」（2010年6月26日）
- ゴンゾウ 伝説の刑事（2008年） - レギュラー
- アンタッチャブル〜事件記者・鳴海遼子〜（2009年）
- 闇金ウシジマくん（2010年）
- 陽はまた昇る（2011年） - レギュラー
- 11人もいる! 第3話（2011年）
- ボーイズ・オン・ザ・ラン 第8話（2012年）
- 相棒 season12 第10話（2014年1月1日）
- ハゲタカ 第7話（2018年） - レポーター 役[3]
- 24 JAPAN（2020年） - 赤木 役
- 七人の秘書 第5話（2020年） - 記者 役[3]
- NICE FLIGHT!（2022年） - 管制官田所 役[3]
- 素晴らしき哉、先生! 第6話（2024年9月22日、朝日放送テレビ） - 真中友雄 役[7]

#### テレビ東京
- 新春ワイド時代劇
  - 「忠臣蔵 瑤泉院の陰謀」（2007年1月2日） - 稲生新一 役
- 撮らないで下さい!!グラビアアイドル裏物語 第1話（2012年）
- 好好!キョンシーガール〜東京電視台戦記〜 第2話（2012年）
- マルホの女〜保険犯罪調査員〜（2014年）
- ウルトラマンオーブ 第22話・24話（2016年）- 津留田隊員 役[3]
- ヘッドハンター 第1話（2018年）- 社長秘書 役[3]
- 警視庁ゼロ係〜生活安全課なんでも相談室〜 season5 第5話（2021年）- SIT隊長 役[3]
- 嫌われ監察官 音無一六 season1 第1話（2022年5月6日）

#### WOWOW
- ドラマW
  - 「震える牛」（2013年） - レギュラー
  - 「地の塩」第1話（2014年）
  - 「株価暴落」（2014年） - 金田篤志 役
  - 「メガバンク最終決戦」第6話（2016年3月20日） - 同僚 役[3]
  - 「カッコウの卵は誰のもの」第1話（2016年3月27日）
  - 「アキラとあきら」第1話（2017年7月9日） - 銀行員 役[3]
  - 「トッカイ〜不良債権特別回収部〜」第10話（2021年4月4日） - 支店長 役[3]
  - 「黒鳥の湖」第2話（2021年） - 警察官 役[3]
  - 「だから殺せなかった」（2022年）- ワイドショーコメンテイター 役
  - 「雨に消えた向日葵」第1話（2022年7月24日）- 鑑識係員 役[3]

#### NHK BSプレミアム
- プラトニック（2014年）
- 一億円のさようなら 第8話（2020年）- 医師 役[3]

#### BS朝日
- ラストメール2〜いちじく白書〜 第9話（2009年）

#### BSジャパン
- 真夜中の百貨店〜シークレットルームへようこそ〜 Season2 第31話（2016年11月8日） - ストールバイヤー 役[3]

### テレビ番組
NHK
- その時歴史が動いた - 毛利輝元、黒田長政、西郷隆盛、岩倉具視 役 ほか

日本テレビ
- 踊る!さんま御殿!!
- カミングアウトバラエティ!! 秘密のケンミンSHOW
- 心ゆさぶれ!先輩ROCK YOU - 主演：奥山清行 役
- ザ!世界仰天ニュース - 吉崎千秋 役
- ZIP!
- 情報ライブ ミヤネ屋
- 人生が変わる1分間の深イイ話 - 三ツ矢雄二 役
- 1000年後に残したい…報道映像2011「日本がもっとも危なかった87時間」（2011年）
- 未来創造堂

TBS
- 世紀のワイドショー!ザ・今夜はヒストリー 〜土方歳三編〜 - 榎本武揚 役
- 中居正広の金曜日のスマたちへ
- ブラマヨ衝撃ファイル 世界のコワ〜イ女たち - 坂上昭夫、小沢聡 役

フジテレビ
- あなたの知るかもしれない世界 5 - 麻生雄一 役
- カスペ! わかるテレビ
- 奇跡体験!アンビリバボー
- 芸能界の告白 〜萩原健一編〜 - 竜雷太 役
- ハピふる!

テレビ朝日
- ナイトinナイト にこいち 〜野村克也&ダンカン編〜 - ダンカン 役

テレビ東京
- 男と女と罪と罰!! 本当にあった隣の事件ファイル
- ニッポン無名偉人伝 3 - 吉川馨 役

関西テレビ
- 京のいっぴん物語
- 2時ワクッ! 〜爆烈! 聖子ちゃん伝説〜 - 神田正輝 役

BSハイビジョン
- 21世紀の5つの選択 - 主演：若林 役

### Vシネマ
- 極道の紋章

### 舞台
- ある少女の物語
- 家族の肖像
- Gah roo ?!
- グーフィー&メリーゴーランド公演
- 最後の晩餐
- JUDY 〜The Great Unknown Squadron〜 - 主演：新渡戸正造 役
- セールスマンの死
- タクシードライバー 〜since1977
- タクシードライバー2011
- 賭博者
- ヨシナニ
- 汚れた時間のみる夢は
- 龍を撫でた男
- ルート171 イン カフェ

### CM
- アキュラホーム
- アリコジャパン
- イカリソース
- ウッドホーム
- エースコック
- 京都市政スポット
- クボタ
- ジェイアイエヌ
- JAバンク
- JAバンク大阪
- 滋賀県交通安全CM
- ソニー生命保険
- 東急電鉄
- ドミノ・ピザ
- 日本海事協会
- ネスレ
- パナソニック
- ビッグボーイ
- 富士通クラウド
- 三井住友信託銀行
- 日本マクドナルド「てりたま」[3]
- SBCメディカルグループ[3]
- アデランス「メンズアデランス」[3]
- ツヴァイ[3]
- 日産・デイズルークス[3]

### VP
- エーザイ
- ABCハウジング
- NEC
- NTT フレッツ光プレミアム - 司会、ナレーション
- 緊急稼働せよ! 武豊火力発電所 - 毛利 役
- 警視庁
- GEエナジー
- 滋賀県人権啓発ビデオ「走れ! 夢を乗せて」
- 全日本空輸
- 典礼会館
- 東京消防庁
- 東京ディズニーランド クリスマスファンタジー
- ニッセンホールディングス オリジナルビデオ「店は家族」 - 鈴木良夫 役
- 日本イーライリリー
- PHP研究所
- 日立防犯カタログ
- ほっかほっか亭
- 松下電工

### ラジオドラマ
- 逢魔が時物語 3 - 朗読
- トヨタプレゼンツ 秋元康のドラマティックドライブ〜いつも誰かと〜 - 主演：父親 役
- ドラマの風 人形地獄  - 主演：坂上正男 役

### イベント
- 国土交通省 リフォームイベント（2011年 - 2013年）
- 埼玉スタジアム2002 キッズドリームサッカー（2013年） - 司会
- 東芝 ライティング・フェア2013（2013年）

### スチール
- アキュラホーム
- 朝日住宅センター
- おとなのいい旅北海道
- 餃子の王将
- J-ONE特集記事
- じゃらん（アクティブ、関西、東海地方版）
- スーパーホテル
- デジモノステーション
- プレミアワーカー